# Nova Express (album)
Cet article concerne l'album de John Zorn. Pour le roman, voir Nova express.
Nova Express est un album de John Zorn joué par le Nova Express Quartet, paru chez Tzadik en 2010. La musique est composée et arrangée par John Zorn qui dirige également le quartet. Comme avec le précédent Interzone, cet album est inspiré d'un roman de William Burroughs (Nova express).

## Titres
| 1.    | Chemical Garden          | 3:44 |
| 2.    | Port of Saints           | 5:21 |
| 3.    | Rain Flowers             | 4:41 |
| 4.    | The Outer Half           | 3:50 |
| 5.    | Dead Fingers Talk        | 2:20 |
| 6.    | The Ticket that Exploded | 4:03 |
| 7.    | Blue Veil                | 7:21 |
| 8.    | IC 2118                  | 7:37 |
| 9.    | Lost Words               | 2:20 |
| 10.   | Between Two Worlds       | 5:02 |
| 46:20 |                          |      |

## Personnel
- John Medeski - piano
- Kenny Wollesen - vibraphone
- Trevor Dunn - basse
- Joey Baron - batterie